# Rannvá Djurhuus Carlsson
Rannvá Djurhuus Carlsson (født 23. maj 1995) er en færøsk sportsudøver, badmintonspiller og fodboldspiller. Hun har vundet guld, sølv og bronze for Færøerne ved Island Games 2013 på Bermuda og har vundet de færøske mesterskaber i badminton både i single, double og mixed double. Indenfor fodbold har hun spillet for B36 og tre landskampe for Færøernes U17 landshold. Det er dog indenfor badminton, at hun har gjort sig mest bemærket.

## Karriere som badmintonspiller

### Island Games 2017
Rannvá D. Carlsson deltog i Island Games 2017 for Færøerne. Hun vandt to bronzemedaljer.
- Bronze i badminton kvindernes single
- Bronze i badminton i blandet double sammen med Niklas Eysturoy.[2]

### Island Games 2015
Rannvá Carlsson deltog i badminton under Island Games 2015 for Færøerne. Hun vandt guld i kvindernes single. Hun udtalte til færøske medier, at guldet havde stor betydning for hende, fordi det havde været hendes og faderens mål i flere år. Hendes far, Høgni Carlsson, døde i en tragisk trafikulykke lige efter hjemkomsten fra Island Games 2013, hvor begge hans døtre havde vundet medaljer i badminton. Færøsk badmiontonforbunds daværende formand, Vilhjalmur Gregoriussen, blev også dræbt i samme ulykke, som skete på vej hjem til Tórshavn i taxa fra lufthavnen i Vágar.
- Guld i single, kvinder[5]
- Sølv i badminton, hold, sammen med Benjamin Gunnarstein, Niclas H. Eysturoy, Aksel Eli Poulsen og Brynhild Djurhuus Carlsson
- Bronze i badminton i blandet double

### Island Games 2013
- Guld i badminton i blandet double - sammen med Niclas Eysturoy[6]
- Sølv i badminton, kvindernes double - sammen med søsteren Brynhild Carlsson, de vandt semifinalen 2-1 mod Guernsey og tabte 0-2 i finalen mod Isle of Man
- Bronze i badminton, kvindernes single

### Færømester
- 2017 - Guld i single, kvinder[7]
- 2015 - Guld i single, kvinder[8]
- 2014 - Guld i single, kvinder
- 2013 - Guld i single, kvinder[9]
- 2013 - Guld i double, kvinder, sammen med Brynhild D. Carlsson
- 2013 - Guld i mixed double, sammen med Aksel Poulsen
- 2012 - Guld í single, kvinder[10]
- 2012 - Guld i double, kvinder
- 2012 - Guld i mixed double sammen med Aksel Poulsen
- 2010 - Guld i single, kvinder
- 2009 - Guld i mixed double